# Rainbow Rowell
Rainbow Rowell (Nebraska, Estados Unidos, 24 de febrero de 1973) es una escritora estadounidense de novelas contemporáneas para jóvenes. Sus novelas juveniles Eleanor & Park y Fangirl recibieron una gran cantidad de elogios de la crítica en 2013.

## Carrera
Rowell comenzó trabajando como columnista y redactador de anuncios en el periódico Omaha World-Herald desde 1995 hasta 2012.
Después de dejar su posición como columnista, trabajo en una agencia de anuncios y a escribir su primera novela Attachments, como pasatiempo en 2011. La novela es una comedia romántica contemporánea sobre un chico de una empresa IT que se enamora de una mujer cuyo correo electrónico él ha estado monitoreando. En Kirkus Reviews fue nombrada como uno de los debuts destacados de 2011. 
En 2013 Rowell publicó dos novelas para jóvenes: Eleanor & Park y Fangirl. Ambas fueron elegidas por el New York Times entre las mejores obras de ficción juvenil del año. Eleanor & Park también fue elegido por Amazon como uno de los 10 mejores libros del 2013, y en Goodreads la mejor novela de ficción para jóvenes del año. En 2014, DreamWorks adquirió los derechos de Eleanor & Park, y Rowell comenzó a trabajar en el guion, sin embargo en 2016, Rowell dijo que la adquisición expiró, y los derechos regresaron a ella. En 2019, se anunció que la compañía Picturestart adquirió los derechos para la adaptación, con Rowell como guionista y productora ejecutiva.
El trabajo de Rowell atrajo atención negativa en 2013 cuando un grupo de padres en una escuela secundaria de Minnesota desafió Eleanor & Park y Rowell fue desinvitada a un evento de la biblioteca; sin embargo, un panel en última instancia determinó que el libro podía quedarse en las estanterías de la biblioteca. Rowell señaló en una entrevista que el material que estos padres llamaban «profano», fue lo que muchos niños en situaciones difíciles de manera realista tuvieron que hacer frente, y «cuando estas personas llaman Eleanor & Park una historia obscena, siento que están diciendo que levantarse de su situación no es posible». 
Esta obra trata sobre una estudiante recién ingresada a la secundaria en un instituto ubicado en Omaha, Nebraska que padece de sobrepeso, y a la cual molestan por ello. A pesar de sus adversidades, su compañero de autobús la acepta y empiezan una amistad frente a los ojos críticos de los demás estudiantes del instituto. Su situación familiar también es complicada, ya que su padrastro le hace la vida imposible a su madre, a ella y a sus cuatro hermanos menores, con los que comparte habitación. Gracias a la nueva relación que establece con Park, consigue afrontar los problemas que la atormentan y comienza a sentirse querida.
El 8 de julio de 2014 fue estrenado el cuarto trabajo de Rowell, Landline, una novela para adultos contemporánea acerca de un matrimonio en problemas. Rowell firmó un contrato de dos libros, con First Second para trabajar en dos novelas gráficas juveniles, de las cuales la primera será ilustrada por Faith Erin Hicks.
También escribió la novela My True Love Gave to Me, que consiste en doce historias navideñas, editadas por Stephanie Perkins, autora de Un beso en París.
Rowell anunció en diciembre de 2014 que su quinto libro, Carry On, sería publicado en octubre de 2015. Fue publicado el 6 de octubre de 2015. Carry On está basado en una serie de libros que aparecen en su previa novela Fangirl. La novela sigue las aventuras de Simon Snow, un mago que asiste a una escuela de magia llamada "Watford". En su octavo año en la escuela, Simon lucha por aceptar su puesto como " el elegido" destinado a destruir al  "Humdrum", una fuerza mágica que destruye el mundo de los magos. Se embarca en su búsqueda con su mejor amiga Penelope y su novia Agatha, mientras lidia con T. Basilton "Baz" Pitch, su némesis vampiro. A pesar de su existencia en un mundo de fantasía, la novela es un libro independiente, y el primero en una trilogía.
El 3 de junio de 2018, Rowell anunció a través de Twitter que estaba trabajando en su sexta novela, Wayward Son, una secuela de Carry On.  La novela fue publicada el 24 de septiembre de 2019, y continua con las aventuras de Simon Snow, esta vez en unas vacaciones que su amiga Penny planeo para visitar a Agatha en Estados Unidos junto con Baz, en la que descubren la manera distinta en la que la magia convive en otro continente y terminaran enfrentándose a una organización secreta. 
En octubre de 2019, Rowell anunció su próximo libro, Any Way The Wind Blows. Este libro es la tercera y última novela de la serie Simon Snow, y se lanzará en julio de 2021.

## Obras
- Enlazados (Attachments, 2011), trad. de Victoria Simó, publicada por Alfaguara en 2016
- Eleanor & Park (Eleanor & Park, 2012), trad. de Victoria Simó, publicada por Alfaguara en 2017
- Fangirl (Fangirl, 2013), trad. de Victoria Simó, publicada por Alfaguara en 2014
- Landline: Segundas oportunidades (Landline, 2014), trad. de Victoria Simó en 2014
- Un regalo de mi gran amor (My true love gave to me: twelve holiday stories, 2014) con Holly Black, Ally Carter, Matt de La Peña, Gayle Forman, Jenny Han, David Levithan, Kelly Link, Myra McEntire, Rainbow Rowell, Stephanie Perkins, Laini Tayler y Kiersten White, publicada por Alfaguara en 2014
- Moriré besando a Simón Snow (Carry on, 2015), trad. por Emma Julieta Barreira en 2016
- Kindred Spirits (2016)
- De vuelta a casa (Runaways. 1, Find your way home, 2018) con Kris Anka, Matthew Wilson y Joe Caramagna, publicada por Panini en 2018
- La última noche (Pumpkinheads, 2019), trad. por Estela Ruiz Torres, publicada por Alfaguara en 2019
- The Prince and the Troll (2020)
- Wayward Son (2019)
- Any Way the Wind Blows (2021)